# Fotevik
Fotevik est une baie de Suède située dans le sud-ouest de la région de Scanie, dans la commune de Vellinge. Les localités les plus proches sont Vellinge à l'est et Höllviken au sud. Elle s'ouvre au nord sur la baie plus vaste de Höllvik.
Le 4 juin 1134, une bataille y oppose le roi Niels de Danemark au prétendant Erik Emune. Ce dernier l'emporte et monte sur le trône danois peu après.